# 前9世纪国家领导人列表
本列表列出公元前9世紀（公元前900年–公元前801年）各國家的國家元首。

## 亞洲

### 東亞
- 中国

西周
| 姓名                    | 头衔 | 王朝 | 起始年    | 终止年    | 备注 |
| ----------------------- | ---- | ---- | --------- | --------- | ---- |
| 周共王                  | 天子 | 周朝 | 约前922年 | 约前900年 |      |
| 周懿王                  | 天子 | 周朝 | 约前900年 | 约前892年 |      |
| 周孝王                  | 天子 | 周朝 | 约前892年 | 约前886年 |      |
| 周夷王                  | 天子 | 周朝 | 约前886年 | 约前878年 |      |
| 周厉王                  | 天子 | 周朝 | 约前878年 | 前841年   |      |
| 共和 （一说共伯和摄政） | 天子 | 周朝 | 前841年   | 前828年   |      |
| 周宣王                  | 天子 | 周朝 | 前828年   | 前782年   |      |

诸侯国
| 国     | 姓名         | 爵位 | 姓氏 | 起始年      | 终止年        | 备注 |
| ------ | ------------ | ---- | ---- | ----------- | ------------- | ---- |
| 鲁国   | 鲁厉公       | 侯   | 姬   | 前925年     | 前888年       |      |
| 鲁国   | 鲁献公       | 侯   | 姬   | 前888年     | 前856年       |      |
| 鲁国   | 鲁真公       | 侯   | 姬   | 前856年     | 前826年       |      |
| 鲁国   | 鲁武公       | 侯   | 姬   | 前826年     | 前816年       |      |
| 鲁国   | 鲁懿公       | 侯   | 姬   | 前816年     | 前807年       |      |
| 鲁国   | 伯御         | 侯   | 姬   | 前807年     | 前796年       |      |
| 卫国   | 卫靖伯       | 侯   | 姬   | ？          | ？            |      |
| 卫国   | 卫贞伯       | 侯   | 姬   | ？          | 前867年       |      |
| 卫国   | 卫顷侯       | 侯   | 姬   | 前867年     | 前855年       |      |
| 卫国   | 卫釐侯       | 侯   | 姬   | 前855年     | 前813年       |      |
| 卫国   | 卫共伯       | 侯   | 姬   | 前813年     | 前813年       |      |
| 卫国   | 卫武公       | 侯   | 姬   | 前813年     | 前758年       |      |
| 晋国   | 晋成侯       | 侯   | 姬   | ？          | ？            |      |
| 晋国   | 晋厉侯       | 侯   | 姬   | ？          | 前859年       |      |
| 晋国   | 晋靖侯       | 侯   | 姬   | 前859年     | 前841年       |      |
| 晋国   | 晋釐侯       | 侯   | 姬   | 前841年     | 前823年       |      |
| 晋国   | 晋献侯       | 侯   | 姬   | 前823年     | 前812年       |      |
| 晋国   | 晋穆侯       | 侯   | 姬   | 前812年     | 前785年       |      |
| 郑国   | 郑桓公       | 伯   | 姬   | 前806年     | 前771年       |      |
| 燕国   | 燕惠侯       | 侯   | 姬   | 前865年     | 前827年       |      |
| 燕国   | 燕釐侯       | 侯   | 姬   | 前827年     | 前791年       |      |
| 吴国   | 柯卢         | 子   | 姬   | ？          | ？            |      |
| 吴国   | 周繇         | 子   | 姬   | ？          | ？            |      |
| 吴国   | 屈羽         | 子   | 姬   | ？          | ？            |      |
| 齐国   | 齐哀公       | 侯   | 姜   | ？          | ？            |      |
| 齐国   | 齐胡公       | 侯   | 姜   | ？          | 前860年       |      |
| 齐国   | 齐献公       | 侯   | 姜   | 前860年     | 前851年       |      |
| 齐国   | 齐武公       | 侯   | 姜   | 前851年     | 前825年       |      |
| 齐国   | 齐厉公       | 侯   | 姜   | 前825年     | 前816年       |      |
| 齐国   | 齐文公       | 侯   | 姜   | 前816年     | 前804年       |      |
| 齐国   | 齐成公       | 侯   | 姜   | 前804年     | 前795年       |      |
| 楚国   | 熊杨         | 子   | 芈   | ？          | ？            |      |
| 楚国   | 熊渠         | 子   | 芈   | ？          | ？            |      |
| 楚国   | 熊挚红       | 子   | 芈   | ？          | ？            |      |
| 楚国   | 熊延         | 子   | 芈   | ？          | 前848年       |      |
| 楚国   | 熊勇         | 子   | 芈   | 前848年     | 前838年       |      |
| 楚国   | 熊严         | 子   | 芈   | 前838年     | 前828年       |      |
| 楚国   | 熊霜         | 子   | 芈   | 前828年     | 前822年       |      |
| 楚国   | 熊徇         | 子   | 芈   | 前822年     | 前800年       |      |
| 秦国   | 秦非子       | 伯   | 嬴   | ？          | 前858年       |      |
| 秦国   | 秦侯         | 伯   | 嬴   | 前858年     | 前848年       |      |
| 秦国   | 秦公伯       | 伯   | 嬴   | 前848年     | 前845年       |      |
| 秦国   | 秦仲         | 伯   | 嬴   | 前845年     | 前822年       |      |
| 秦国   | 秦庄公       | 伯   | 嬴   | 前822年     | 前778年       |      |
| 宋国   | 宋湣公       | 公   | 子   | ？          | ？            |      |
| 宋国   | 宋炀公       | 公   | 子   | ？          | ？            |      |
| 宋国   | 宋厉公       | 公   | 子   | ？          | 前859年       |      |
| 宋国   | 宋釐公       | 公   | 子   | 前859年     | 前831年       |      |
| 宋国   | 宋惠公       | 公   | 子   | 前831年     | 前800年       |      |
| 陈国   | 陈慎公       | 侯   | 妫   | ？          | 前855年       |      |
| 陈国   | 陈幽公       | 侯   | 妫   | 前855年     | 前832年       |      |
| 陈国   | 陈僖公       | 侯   | 妫   | 前832年     | 前796年       |      |
| 蔡国   | 蔡厉侯       | 侯   | 姬   | ？          | 前863年       |      |
| 蔡国   | 蔡武侯       | 侯   | 姬   | 前863年     | 前837年       |      |
| 蔡国   | 蔡夷侯       | 侯   | 姬   | 前837年     | 前809年       |      |
| 蔡国   | 蔡釐侯       | 侯   | 姬   | 前809年     | 前761年       |      |
| 曹国   | 曹孝伯       | 伯   | 姬   | ？          | 前865年       |      |
| 曹国   | 曹夷伯       | 伯   | 姬   | 前865年     | 前835年       |      |
| 曹国   | 曹幽伯       | 伯   | 姬   | 前835年     | 前826年       |      |
| 曹国   | 曹戴伯       | 伯   | 姬   | 前826年     | 前796年       |      |
| 杞国   | 杞谋娶公     | 伯   | 姒   | ？          | ？            |      |
| 杞国   | 杞伯每亡     | 伯   | 姒   | ？          | ？            |      |
| 许国   | 许靖男       | 男   | 姜   | ？          | ？            |      |
| 许国   | 许康男       | 男   | 姜   | ？          | ？            |      |
| 许国   | 许武公       | 男   | 姜   | ？          | ？            |      |
| 滕国   | 滕仲         | 侯   | 姬   | ？          | ？            |      |
| 邾国   | 邾子訾父     | 子   | 曹   | ？          | ？            |      |
| 邾国   | 邾武公       | 子   | 曹   | ？          | 前796年       |      |
| 荣国   | 荣夷公       | 子   | 姬   | ？          | 周厉王时      |      |
| 周邑   | 周定公       | 公   | 姬   | 前841年之前 | 前828年之后   |      |
| 尹国   | 尹吉甫       | 子   | 姞   | ？          | 前775年？     |      |
| 召国   | 召幽伯       | 公   | 姬   | ？          | 前840年代之前 |      |
| 召国   | 召穆公       | 公   | 姬   | 前841年之前 | 前828年之后   |      |
| 西虢国 | 师丞         | 公   | 姬   | ？          | ？            |      |
| 西虢国 | 虢公长父     | 公   | 姬   | ？          | ？            |      |
| 西虢国 | 虢宣公       | 公   | 姬   | ？          | ？            |      |
| 西虢国 | 虢文公       | 公   | 姬   | ？          | ？            |      |
| 古蜀   | 蜀望帝杜宇   |      |      | ？          | ？            |      |
| 古蜀   | 蜀开明帝鳖灵 |      |      | ？          | ？            |      |

### 南亞
- 印度
  - 摩揭陀巨车（Brihadratha）王朝 –

- 萨蒂亚吉特，国王，前964年－前884年
- 比斯瓦吉特，国王，前884年－前849年
- 里蓬贾亚，国王，前849年－前799年

### 西亞
- 亞述帝國
  - 新亞述帝國君王 –

- 阿达德尼拉里二世，前912年－前891年
- 图库尔蒂-尼努尔塔二世，前891年－前883年
- 亚述那西尔帕二世，前883年－前859年
- 萨尔玛那萨尔三世，前858年－前824年
- 沙姆希阿达德五世，前823年－前811年
- 萨穆-拉玛特，摄政，前811年－前808年
- 阿达德尼拉里三世，前811年－前783年

- 巴比倫
  - 巴比伦第九王朝 –

- 沙马什·姆达米克，约前920年－前900年
- 那布·舒玛·乌金一世，约前900年－前888年
- 那普·阿普拉·伊地那，约前888年－前855年
- 马尔杜克·扎基尔·舒米一世，约前855年－前819年
- 马尔杜克·巴拉苏·伊克比，约前819年－前813年
- 巴巴·阿哈·伊丁那，约前813年－前811年
- 五位国王，约前811年－前800年

- 烏拉爾圖

- 乌拉尔图的阿拉麦，国王，前858年－前844年
- 卢蒂普利，国王，前844年－前834年
- 萨尔杜里一世，国王，前834年－前828年
- 伊什普伊尼，国王，前828年－前810年
- 梅努阿，国王，前810年－前785年

- 亞蘭大馬士革 –

- 哈大底谢，国王，前880年－前842年
- 哈薛，国王，约前842年－前800年

- 迪奧基 –

- 阿西亞，国王，约前850年–前825年
- 乌图普尔希，国王，约前810年–前770年

- 推罗（腓尼基） –

- 德莱斯塔图斯，国王，前900年－前889年
- 阿斯塔里姆斯，国王，前888年－前880年
- 菲勒斯，国王，前879年
- 伊索巴尔一世，国王，前878年－前847年
- 巴力·埃瑟二世，国王，前846年－前841年
- 佩坦一世，国王，前840年－前832年
- 皮格马利翁，国王，前831年－前785年

- 犹大王国 –

- 亞撒，国王，前913年－前873年
- 約沙法，国王，前873年－前849年
- 約蘭，国王，前849年－前842年
- 亞哈謝，国王，前842年
- 亞她利雅，摄政，前842年－前837年
- 約阿施，国王，前837年－前800年

- 以色列王國 –

- 拿答，国王，前901年－前900年
- 巴沙，国王，前900年－前877年
- 以拉，国王，前877年－前876年
- 心利，国王，前876年
- 暗利，国王，前876年－前869年
- 亞哈，国王，前869年－前850年
- 亞哈謝，国王，前850年－前849年
- 約蘭，国王，前849年－前842年
- 耶戶，国王，前842年－前815年
- 約哈斯，国王，前815年－前801年
- 約阿施，国王，前801年－前786年

## 非洲
- 埃及（第三中间期） –
  - 埃及第二十二王朝 –

- 奧索孔一世，法老，前922年－前887年
- 修申克二世，法老，前887年－前885年
- 塔克拉特一世，法老，前885年－前872年
- 奥索孔二世，法老，前872年－前837年
- 修申克三世，法老，前837年－前798年

- - 埃及第二十三王朝 –

- 哈希斯甲，法老，前880年－前860年
- 塔克拉特二世，法老，前840年－前815年
- 佩图巴斯特一世，法老，前829年－前804年
- 伊乌普特一世，法老，前829年－前804年
- 修申克七世，法老，前804年－前798年

- 古迦太基
  - 狄多，女王，约前814年－约前760年

## 歐洲
- 雅典（执政官） –

- 麦加克勒斯，前922年－前892年
- 丢格尼图斯，前892年－前864年
- 费里克利斯，前864年－前845年
- 阿里佛龙，前845年－前825年
- 瑟斯皮斯，前824年－前797年

- 斯巴达（国王） –
  - 亚基亚德世系 –

- 埃凯司特拉托司，约前900年－前870年
- 列奥博塔斯，约前870年－前840年
- 多律索斯，约前840年－前820年
- 阿格西莱一世，约前820年－前790年

- - 歐里龐提德家族

- 苏斯，前890年
- 欧里庞，前890年－前860年
- 普律塔尼斯，前860年－前830年
- 波律戴克铁斯，前830年－前800年